# ロックマン 星に願いを
『ロックマン 星に願いを』は、1993年に葦プロダクションが制作した、『ロックマン』のキャラクターが登場するアニメーション作品である。関連作品である『未来が危ない』『ロックマンの日本上陸』についても本項で記述する。

## 概要
社団法人海外広報協会が、海外に日本の文化を紹介するためのアニメとして製作を企画したものである。そのため英語音声にトラックもできる。
2002年9月20日にカプコンより上記3作を収録したDVD-Videoが発売された。

## サブタイトル・あらすじ
APPEARANCE IN JAPAN（日本上陸）
優太は夜遅くまで『ロックマン5』をプレイしていたため、家族と喧嘩してしまった。夜中までゲームにポーズをかけた状態にしていたため、ゲーム内ではロックマンとワイリーの決着がつかない状態にあった。やがてワイリーは優太のテレビから飛び出し、多数のロボットを率いて現実世界を襲いつつ、それを追ってきたロックマンと戦う。
星に願いを
ゲームの中でロックマンとワイリーはいつものように戦っていたが、ロックマンは優太と茜がコントローラーを取り合ったため、ゲームの中から出てきてしまった。一方、ロックマンが消えたからと落ち着いていたワイリーはライト博士の研究所にワープするが、そこには作りたてのタイムマシーンが置かれていた。
未来が危ない
ワイリーは、ライト博士のタイムマシーンを越える新型メカのスカルカーを開発した。一方、ロックマンたちがライト博士に修復してもらったタイムマシーンで優太たちの住む現実世界の1年後の世界へ行ってみると、ワイリーの手により日本中が廃墟と化していた。

## 登場キャラクター
ロックマン / メガマン
声 - 椎名へきる
ゲームの中から飛び出した『ロックマン』の主人公。
『日本上陸』のみ、海外名称であるメガマンと呼ばれる。
Dr.ワイリー
声 - 緒方賢一
『ロックマン』の悪役。現実世界でも相変わらず悪事を企む。作中で使用されている戦闘メカは、日本文化をモチーフにしている。
『日本上陸』では優太たちの学校において戦闘メカのサムライマンでロックマンと戦った後、日本を壊滅させることができるエネルギーを手に入れることを前提に、富士山の火口に基地を作り、マグママンを利用して富士山を噴火させた。
『星に願いを』では宇宙空間に『ロックマンワールド5』の宇宙要塞に似た要塞を作り、日本中に隕石を落とそうと考えていた。
『未来が危ない』ではタイムマシンを作って過去へ行こうと目論んでいて、最終決戦ではエアーマンに似た巨大ロボット「台風ロボ」で戦った。
ダークマンシリーズ
『ロックマン5』の敵。侵入してきたロックマンの行く手を阻む。
DWNシリーズ
ワイリーが生み出した戦闘ロボ軍団。ザコ役として登場する。
小林 優太（こばやし ゆうた）
声 - 岩坪理江、矢島晶子（日本上陸）
『ロックマン』のプレイヤー。夜中はいつも『ロックマン』をプレイしているが、ゲームの中から飛び出したロックマンたちと手を組むことになる。
小林 茜（こばやし あかね）
声 - 白鳥由里
優太の妹。ロックマンのファンである。
Dr.ライト
声 - 中博史
ロックマンの製作者。ワイリーのライバル。
ロール
声 - こおろぎさとみ
ロックマンの妹分。
『未来が危ない』では戦闘に対応できる姿で現れたことがある。
ラッシュ
声 - 高木渉
ブルース / プロトマン
声 - 高乃麗
『ロックマン』のライバル。
『日本上陸』のみ、海外名称であるプロトマンと呼ばれる。
エディー
声 - 鈴木勝美
優太の母（ママ）
声 - 池本小百合
優太の父（パパ）
声 - 小野健一

## スタッフ
- 提供 - 社団法人 海外広報協会
- 制作 - 株式会社ユニバーサル・マルチメディア・コミュニケーションズ、カプコン
- 制作総指揮 - 朝吹誠、辻本憲三
- プロデューサー - 坂井昭夫、山崎敏子、佐藤俊彦
- オリジナルキャラクターデザイン - カプコン
- アンシエイトプロデューサー - 菊川稔朗、小野寺彰子、鍵山裕一、加藤博
- アニメーションキャラクター - 荒巻園美
- サブキャラクターデザイン - 神野高史、我妻宏
- サブメカデザイン - 荒川真嗣
- 脚本 - 桶谷顕
- 絵コンテ - 川崎逸朗、角銅博之、箕ノ口克己
- 作画監督 - 神野高史、深沢幸司、広田正志、我妻宏
- 美術監督 - 海野よしみ
- 音楽監督 - 田中英行
- 音楽 - 大堀薫
- 撮影監督 - 橋本和典
- 編集 - 正木直幸、鈴木貴志、小峰博美
- 効果 - 野口透（アニメサウンドプロダクション）
- 調整 - 小原吉男
- 録音スタジオ - タバック
- 現像 - IMAGICA
- 演出 - 川崎逸朗、勝亦祥視、岡崎稔
- 監督 - 箕ノ口克己、日下直義
- アニメーション制作 - 葦プロダクション